# Ziz (Mythologie)

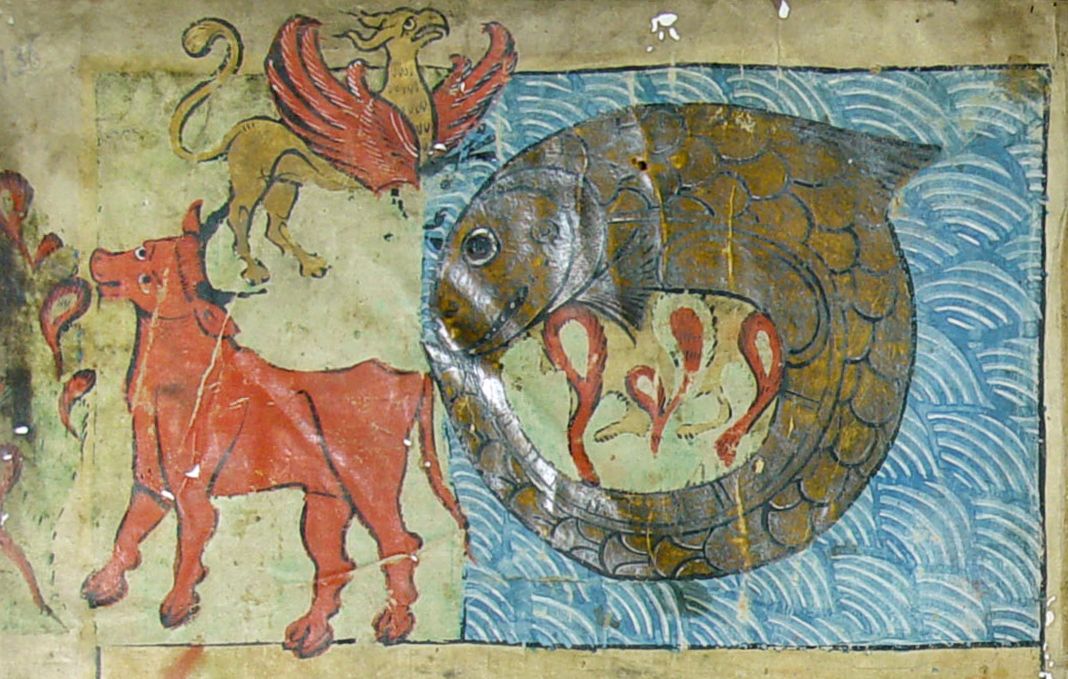
Ungeheuer Leviathan, Behemoth, Ziz; Bibelillustration, Ulm, 1238

Ziz (hebräisch זיז [ziːz], gesprochen „Sis“ mit zwei stimmhaften S, auch Renanim oder Sekwi oder „Sohn des Nests“) ist der Name eines riesigen Urvogels der jüdischen Mythologie.

## Einordnung
Eine gewisse kulturgeschichtliche Verwandtschaft besteht mit den anderen Riesenvögeln des vorderasiatischen Raums wie etwa Simurgh (Persien) oder Roch (Arabien). Ziz repräsentiert das Element Luft und ist damit das Gegenstück zu den bekannteren jüdischen Fabelwesen Leviathan (Meer) und Behemoth (Erde).

## Beschreibung
Ziz kroch aus einem Ei, das nicht vom Muttervogel ausgebrütet, sondern seinem Schicksal überlassen worden war (daher: „Sohn des Nests“). Er soll so groß sein, dass er mit seinen Flügeln vollständig die Sonne (Galgal hachamma) zu verdunkeln vermag. Seine Beine sind so lang, dass er mit den Füßen auf dem Grund des Ozeans stehen kann, während ihm das Wasser nur bis zu den Knien reicht. Ein zu Boden fallendes Ei des Ziz soll ein Erdbeben ausgelöst haben, dem dreihundert Zedern zum Opfer fielen, während das auslaufende Innere sechzig Städte überschwemmt hat.
Ziz ist der Schutzherr aller anderen Vögel, die ohne ihn zugrunde gehen müssten. Auch schützt er die Ackerfluren vor dem Südwind. Ihm werden sowohl Sangeskünste („Renanim“) wie auch Sehergaben („Sekwi“) zugesprochen.

## Vernichtung durch Gott
Nach einer üblicherweise zum Erntedankfest vorgetragenen Hymne namens Akdamut bzw. dem Talmud-Traktat Bava Bathra wird der Herr am Ende der Zeiten die Ungeheuer Leviathan, Behemoth und Ziz vernichten und ihr Fleisch den Rechtschaffenen in einem großen Bankett zur Speise geben.

## Wirkungsgeschichte
Anders als die beiden anderen Ungeheuer wurde Ziz von der christlichen Tradition in keiner Weise rezipiert. In der jüdischen Kultur lebt der Vogel indes bis heute fort, etwa in der Sammlung Jewish Fairy Tales and Fables von Gertrude Landa („Aunt Naomi“) von 1919, wo Ziz in den Erzählungen The Princess of the Tower und Sinbad of the Talmud auftaucht.